# Большое Белое (озеро, Тюменская область)
Большо́е Бе́лое — солоноватое озеро, расположенное в бессточной области Тобол-Ишимского междуречья. Находится на юге Тюменской области, в Армизонском районе. Входит в Белоозёрский заказник федерального значения. Образовано на днище древней ложбины во влажную эпоху четвертичного периода.

## Общие сведения
Площадь озера составляет 47,2 км². Высота над уровнем моря — 130 м. Длина озера около 9,6 км, ширина в среднем достигает 4,06 км. Озеро мелководно: его средняя глубина составляет всего 0,8 м, максимальная — 1,55 м. Вода солоноватая; замеры произведённые 06.08.2004, показали значение 5,04 г/л. Прозрачность воды — 1,5 м.

## Описание
Водоём имеет неправильную форму, береговая линия умеренно изрезана. Значительных притоков не имеет. В центральной части находится крупный остров Омелино. Берега низменные, заболоченные, особенно в восточной части. Дно неровное, покрытое преимущественно торфяным илом. Водная поверхность зарастает на 40-50%, подход к центральному плёсу возможен только с северной стороны. В 5,5 км к востоку находится село Калмакское, а в 5 км к юго-западу — деревня Полое.

## Орнитофауна
Озеро Большое Белое является местом пролёта и гнездования многих видов водоплавающих и околоводных птиц. Здесь были отмечены большой кроншнеп, большой веретенник, малый веретенник, степная тиркушка, кудрявый пеликан. Разово был встречен розовый пеликан.

## Экология
Озеро испытывает на себе заметное антропогенное воздействие. Водосбор распахан, на берегах встречается бытовой мусор, на дне — металлолом. Кроме того, в 2021 году концентрация ртути и свинца в водоёме в 3 раза превышала уровень соседних водоемов из-за отсутствия осадков и аномально жаркой погоды. От птичьего гриппа погибли до 40 кудрявых пеликанов. В районе был введён карантин.